# Belovichté
Belovichté (en macédonien : Беловиште ; en albanais : Turçani i Madh) est un village du nord-ouest de la Macédoine du Nord, situé dans la municipalité de Gostivar. Le village comptait 2267 habitants en 2002. Il est majoritairement albanais.

## Démographie

### Évolution démographique
| 1948 | 1953 | 1961  | 1971  | 1981  | 1991 |
| ---- | ---- | ----- | ----- | ----- | ---- |
| 769  | 892  | 1 042 | 1 245 | 1 507 | 930  |

| 1994  | 2002  | 2021  | - | - | - |
| ----- | ----- | ----- | - | - | - |
| 2 440 | 2 267 | 1 208 | - | - | - |

### Répartition ethnique
Lors du recensement de 2002, le village comptait :
- Albanais : 1 418
- Macédoniens : 832
- Roms : 5
- Bosniaques : 1
- Autres : 11